# Teun Stokkel
Teun Stokkel (28 oktober 2001) is een Nederlands acteur. Zijn zus Isabelle Stokkel is actrice.